# 윈도우 비스타의 제거된 기능
윈도우 비스타에는 많은 새로운 기능이 포함되어 있지만, 이전 윈도우 XP 버전까지의 Windows 버전의 일부였던 여러 기능과 특정 프로그램은 제거되거나 변경되었으며, 이 중 일부는 나중에 윈도우 7 및 이후 버전에서 다시 도입되었다.
다음은 윈도우 XP 및 이전 버전에 있었지만 윈도우 비스타에서 제거된 기능 목록이다.

## 윈도우 탐색기
- Windows Briefcase는 더 이상 여러 컴퓨터와 이동식 미디어 장치 간에 항목을 동기화할 수 없다.
- Windows Briefcase는 사용자 계정 컨트롤에 의해 보호되는 위치의 파일이나 폴더를 동기화할 수 없다. 이는 많은 위치를 동기화할 수 있는 기능을 제거한다.
- 탐색기에서 이름을 기준으로 항목을 그룹화하면 더 이상 Windows XP에서처럼 각 개별 알파벳 문자(A, B, C... Z) 아래에 그룹화되지 않는다. 이름을 기준으로 그룹화할 때 항목은 항상 몇 개의 그룹(A-H, I-P, Q-Z)으로 결합된다. 이는 첫 글자로 항목을 찾는 기능을 제거한다.
- Windows Explorer에서 숨겨진 파일이 표시되지 않도록 허용된 경우, 상태 표시줄은 숨겨진 파일이 몇 개 있는지 보고하지 않는다. 또한 폴더 내의 모든 항목을 한 번에 선택(Ctrl+A를 누르거나 모두 선택)하면 숨겨진 파일이 선택되었다는 알림이 사용자에게 표시되지 않는다.
- KB310316[1]에 문서화된 대로 ForceCopyAclwithFile 및 MoveSecurityAttributes 값을 설정한 후에도 Windows Explorer를 사용하여 볼륨 간 또는 동일한 볼륨 내에서 개체를 복사하거나 이동할 때 권한이 유지/복사되지 않는다.[2][3] MoveSecurityAttributes 값은 복원되지만 ForceCopyAclwithFile은 복원되지 않는 핫픽스(KB2617058)가 제공된다.
- 이미지를 마우스 오른쪽 버튼으로 클릭하고 "새로 고침"을 선택하여 썸네일을 강제로 재생성할 수 없다.[4]
- Windows Vista에서 .HTM, .HTML, .MHT 및 .URL 파일에 대한 썸네일 지원이 제거되었다.[5]
- `.AVI` 및 `.WAV` 파일(Shmedia.dll)에 대한 탐색기 썸네일 핸들러 및 메타데이터 속성 핸들러가 제거되었다.
- 선택한 폴더에서 Ctrl+Enter를 누르면 더 이상 새 탐색기 창에서 열리지 않는다.
- 타일 보기에는 항목의 이름, 유형 및 크기만 표시된다. 항목이 정렬되는 기준에 따라 정보가 더 이상 표시되지 않는다.
- 버전 파일 속성 탭은 사용자 지정 버전 정보 문자열을 생략하고, 버전 탭과 동일한 정보를 모두 표시하지 않으며, 표시된 정보를 클립보드로 복사하는 것을 지원하지 않는 세부 정보 탭으로 대체되었다.
- 오디오 샘플 레이트 및 오디오 샘플 크기[6]와 특정 오디오 파일의 채널과 같은 다양한 속성이 더 이상 세부 정보 탭에서 보이지 않는다.
- Windows XP와 달리 항목이 정렬되는 열은 강조 표시되지 않는다. 열 헤더만 강조 표시된다.
- 주소창 드롭다운은 주소창에 입력된 최근 방문 폴더 또는 파일 경로와 웹사이트를 표시하지만, 최상위 파일 계층 구조를 완전히 표시하지는 않는다.
- 탐색기 창의 왼쪽 상단 아이콘을 마우스 오른쪽 버튼으로 클릭하면 더 이상 해당 폴더의 상황에 맞는 메뉴가 표시되지 않는다. 대신 왼쪽 클릭이나 Alt+Space와 동일한 창 메뉴가 표시된다.
- 창의 왼쪽 상단 모서리는 더 이상 폴더를 나타내는 드래그 가능한 아이콘처럼 작동하지 않는다.
- 특정 폴더가 공유되는 것을 방지할 수 있었던 Desktop.ini `Sharing=0` 매개변수는 더 이상 지원되지 않는다.[7]
- Windows Explorer에서 주소 계층 구조에서 상위 폴더로 이동할 수 있었던 위쪽 도구 모음 버튼이 제거되었다. 그 결과, 새 창에서 상위 폴더를 여는 Ctrl+위쪽 키 조합이 작동하지 않는다. 키보드 단축키인 Alt+위쪽은 여전히 사용할 수 있다. "다른 위치" 작업 창의 상위 폴더 링크도 제거되었다. 상위 폴더를 보는 새로운 방법은 경로 표시줄에서 해당 폴더 또는 해당 드롭다운 화살표를 클릭하는 것이다.
- 목록 보기에서 전체 행 선택을 끌 수 없다.
- 정렬이 동사가 아닌 상태로 처리되므로 파일 및 폴더의 자동 새로 고침/자동 정렬을 끌 수 없다.[8] 그 결과, 복사-붙여넣기, 생성, 이름 변경 또는 삭제와 같은 파일 수정 작업은 항목이 끝에 나타나고 보기가 새로 고쳐질 때만 정렬되는 대신 정렬 순서를 따르기 위해 계속 이동한다.
- 여러 개의 선택된 항목에 대해 Windows Explorer를 사용하여 NTFS 보안 ACL, 소유권 및 감사 권한을 설정할 수 없다. 이는 여러 개의 선택된 항목의 속성에서 보안 탭이 제거되었기 때문이다.[9][10][11] Microsoft는 소유권을 획득하고 권한을 재설정하기 위해 표시되어야 할 UAC 프롬프트가 여러 개의 선택된 파일의 이름을 수용할 수 없기 때문에 이 기능이 제거되었다고 밝힌다.[12] 그러나 이러한 정당화는 속성 설정, NTFS 압축 사용 또는 파일 시스템 암호화와 같이 다른 UAC 프롬프트가 표시되고 배치 작업이 허용되지 않는 여러 개의 선택된 파일에 대한 다른 모든 배치 작업에도 적용될 수 있다.
- IColumnProvider 셸 확장 인터페이스(열 핸들러)가 제거되었다. 따라서 탐색기 열에 정보를 표시하는 셸 확장은 작동하지 않는다.[13] 이 API가 제거된 결과, Windows Explorer 세부 정보 보기에서 폴더 크기를 열로 표시할 수 없다. 열 핸들러의 대체인 속성 핸들러는 모든 파일에 등록할 수 없다.[14]
- desktop.ini를 통해 폴더에 배경을 추가할 수 없다.
- 16비트 파일(예: New Executable 또는 DLL)의 아이콘은 32비트 버전에서도 탐색기(또는 다른 32비트 프로세스)에 의해 추출되지 않으므로 표시되지 않는다.[15] 셸의 "아이콘 변경" 대화 상자는 16비트 아이콘 라이브러리 및 DLL을 검색할 수 없다.
- 접을 수 있는 파일 및 폴더 작업 창 작업은 항목을 선택한 후 추가 클릭이 필요한 "구성" 메뉴로 대체되었다.
- 탐색 창(트리 보기)은 "구성" 메뉴를 통해서만 전환할 수 있다. "폴더" 버튼이 제거되었다.
- "즐겨찾기" 메뉴는 탐색기(인터넷 익스플로러 아님)에서 제거되었으며, 폴더 탐색 창(트리 보기)의 탐색기 특정 "즐겨찾기 링크"로 대체되었다. 이제 즐겨찾기는 Windows XP의 즐겨찾기 메뉴에서 프로그램 및 파일 바로 가기도 지원했던 것과 달리 폴더 위치 바로 가기만 저장할 수 있다.
- 파일의 "속성" 대화 상자의 "요약" 탭을 통해 파일 시스템 수준에서 메타데이터—예: 파일의 보조 스트림에 저장된 설명, 작성자, 태그, 등급 등—를 보고 편집하는 기능이 제거되었다.[16] 메타데이터는 이제 파일 내에 저장되지만, 사용자가 메타데이터를 편집하고 볼 수 있도록 개발자는 모든 파일 형식에 대해 속성 핸들러를 작성해야 한다.
- 단일 작업에서 15개 이상의 선택된 파일을 여는 데 제한이 있다. 즉, 15개 이상의 파일을 선택하고 Enter를 누르면 "열기" 동사가 상황에 맞는 메뉴에 나타나지 않는다.
- 항목을 선택한 후 한 번 클릭으로 이름 바꾸기 기능은 탐색(왼쪽) 창에서 사용할 수 없다.
- 왼쪽 창에서 하위 폴더를 나타내는 화살표를 항상 표시하도록 설정할 수 없다. 사용자가 왼쪽 창으로 끌기 시작하기 전에 오른쪽 창을 클릭하면 드래그 앤 드롭 시 사라진다.
- "간단한 폴더 보기 표시"를 켠 후에도 탐색 창에서 이전 폴더 트리를 축소하는 동안 자동으로 확장되지 않는다.[17][18][19]
- 에어로 글래스가 활성화된 경우 제목 표시줄에 전체 경로를 표시할 수 없다. 에어로 글래스가 비활성화된 경우, 제목 표시줄에 전체 경로를 표시할 수 있다. 에어로 상태에 관계없이 주소창에 전체 경로를 표시할 수 있으며, 이는 경로 표시줄 오른쪽을 클릭하거나 Alt+D를 눌러 수행한다.
- 표준 도구 모음의 레이아웃과 버튼을 사용자 지정하는 기능이 제거되었다.
- 사용자는 더 이상 메뉴를 다른 모든 도구 모음 위에 놓을 수 없다.[20]
- ZIP 파일(압축 폴더)에 암호를 추가하는 기능이 제거되었다. 이는 WinZip 또는 7-Zip과 같은 타사 압축 도구에는 영향을 미치지 않지만, Windows Explorer는 더 이상 암호로 보호된 ZIP 파일을 열 수 없다.
- 필름 스트립 보기가 미리 보기 창으로 대체되었다. 그러나 미리 보기 창의 상태는 폴더별로 저장되지 않는다. 전역적으로 활성화하거나 비활성화할 수 있다. 또한 미리 보기 창은 폴더에 대한 미리 보기를 표시하지 않지만, 필름 스트립 보기는 폴더가 선택된 경우 폴더 내의 이미지 미리 보기를 표시했다. 사진 회전 및 다음/이전 버튼을 사용하여 탐색하는 것과 같은 필름 스트립 보기에서 사용할 수 있었던 다른 기능은 윈도우 사진 갤러리에서만 사용할 수 있다.
- Windows Explorer 인터페이스를 통해 웹 공유를 위해 폴더를 활성화하는 지원이 제거되었다.
- "컴퓨터 설명" 필드는 더 이상 작업 그룹의 탐색기 보기에서 표시되지 않는다. net view를 사용하여 명령줄에서 볼 수 있다.
- 상태 표시줄은 파일이 선택되었을 때 정보 팁에 표시되는 파일 정보를 표시하지 않는다. 폴더 내용을 표시할 때 더 이상 폴더가 사용한 총 공간을 표시하지 않는다. 일부 파일 정보는 세부 정보 창에 표시된다.
- 드라이브 매핑 대화 상자는 더 이상 네트워크 경로를 로컬 드라이브 문자를 할당하지 않고 매핑하는 것을 허용하지 않는다.
- Alt+Enter를 사용하여 Windows Explorer의 왼쪽 창에서 항목의 속성을 볼 수 없다.
- 사용자는 더 이상 트리 보기로 도메인이나 작업 그룹을 탐색할 수 없다. 네트워크의 모든 컴퓨터는 통합된 목록으로 표시된다. 목록을 원하는 도메인의 컴퓨터만 표시하도록 "필터링"할 수 있지만, 목록은 여전히 네트워크의 모든 컴퓨터로 채워져 프로세스 속도가 느려진다.
- 탐색기 상황에 맞는 메뉴에서 두 개 이상의 삭제 작업을 취소하는 기능이 제거되었다. 마지막 삭제 작업만 취소하거나 다시 실행할 수 있다.[21]
- 복사, 이동 또는 삭제를 위한 파일 전송 대화 상자는 해당 시점에 복사, 이동 또는 삭제되는 실제 파일 이름을 표시하지 않는다.
- 폴더 옵션에서 파일 형식 탭이 제거되었다. 이 기능은 Windows 95부터 윈도우 XP 및 Windows Server 2003까지 사용할 수 있었다. 파일 형식 탭을 통해 사용자는 다양한 유형의 파일에 대한 파일 연결을 변경할 수 있었다. 사용자가 특정 유형의 파일을 클릭할 때 어떤 응용 프로그램이 열릴지 구성하거나, 새 파일 확장자를 수동으로 정의하고/편집하며, 사용자 지정 보조 작업을 정의하고, 특정 파일 유형에만 확장자를 표시하거나, 파일 아이콘을 사용자 지정할 수 있었다. Windows Vista 제어판에 "기본 프로그램"이라는 더 간소화된 파일 연결 변경 옵션이 있지만, 이 옵션은 사용자가 파일을 두 번 클릭할 때 발생하는 기본 작업만 변경할 수 있도록 허용한다. 사용자가 파일을 마우스 오른쪽 버튼으로 클릭하고 "편집"과 같은 보조 옵션을 선택할 경우 어떤 응용 프로그램이 로드될지 선택하는 것은 허용하지 않는다. 이제 기본 프로그램을 선택하고, 파일 형식 아이콘을 변경하며, 기타 고급 작업을 수행하려면 수동 레지스트리 편집 또는 타사 소프트웨어가 필요하다. 윈도우 비스타의 "연결 프로그램" 대화 상자도 해당 기본 프로그램 API를 사용하며, 이는 단 하나의 등록된 응용 프로그램만 기본 프로그램으로 설정할 수 있도록 제한한다.[22]
- 파일 형식 탭에서 다운로드 후 열기를 확인할 특정 파일 형식을 구성하고 다른 파일 형식은 다운로드 후 확인 없이 열도록 설정하는 옵션이 제거되었다.
- 폴더는 폴더 내의 파일 3D 썸네일 두 개만 표시할 수 있다. 이전에는 최대 네 개의 2D 이미지를 표시할 수 있었다.

## 작업 표시줄
- 작업 표시줄의 전원 아이콘은 노트북과 USB 기반 UPS가 있는 데스크톱 컴퓨터에만 나타난다.
- 작업 표시줄의 네트워크 아이콘은 연결 설정, 연결 상태, 방화벽 설정 또는 연결 비활성화에 직접 액세스할 수 없다.
- 작업 표시줄은 잠금이 해제되었을 때 높이를 0으로 조정하여 수동으로 숨길 수 없다(사용자가 실수로 작업 표시줄 높이를 0으로 조정한 후 작업 표시줄 버튼을 계속 사용할 수 없었다).
- "빠른 실행"과 같은 도구 모음은 더 이상 작업 표시줄에서 부동 미니바 또는 화면의 다른 가장자리에 고정될 수 없지만, 실제 폴더는 비슷한 방식으로 바탕 화면 가장자리로 끌어올 수 있다. 언어 표시줄은 바탕 화면에 띄울 수 있는 유일한 도구 모음이다.
- 인쇄 중 알림 영역에서 프린터 아이콘을 두 번 클릭해도 인쇄 작업을 관리할 수 있는 프린터 상태 창이 열리지 않는다.

## 시작 메뉴
- 새 시작 메뉴와 클래식 시작 메뉴 모두 폴더의 desktop.ini 내에 저장된 폴더에 대한 정보 팁을 표시하지 않는다.
- "모든 프로그램" 모드가 인라인 스크롤 메뉴로 변경되었다. 따라서 Vista 시작 메뉴의 "모든 프로그램" 메뉴를 플라이아웃 캐스케이딩 메뉴로 확장할 수 없다.
- Vista 시작 메뉴의 "모든 프로그램" 메뉴 내에 있는 하위 폴더는 XP 시작 메뉴나 클래식 시작 메뉴에서 가능했던 것처럼 두 번 클릭하여 Windows Explorer에서 열 수 없다. 또한 마우스를 가져다 대어도 자동으로 확장되지 않는다(Windows 클래식 모드에서 작동하는 경우 제외).
- Vista 시작 메뉴에서는 SHIFT 키를 누른 채 항목을 클릭하여 시작 메뉴를 유지할 수 없다.
- Vista 시작 메뉴는 네트워크 연결 또는 인쇄/팩스 장치에 대한 빠른 액세스를 위해 "연결 대상" 및 "프린터"를 확장하는 것을 허용하지 않는다.
- 클래식 시작 메뉴의 "로그오프 확인" 메시지가 제거되었다.

## 기타 윈도우 셸 및 유용성 기능
- 휴지통 최대 할당 크기를 전역적으로(모든 드라이브에 걸쳐) 구성하는 설정이 제거되었으며, 동등한 그룹 정책은 지원되지 않는다. 휴지통 최대 크기는 각 드라이브에 대해 MB 단위로 개별적으로 구성해야 한다.
- ActiveX 컨트롤을 호스팅하는 "다운로드한 프로그램 파일" 폴더에 대한 셸 네임스페이스 확장 기능의 일부가 손상되었다. ActiveX 컨트롤은 마우스 오른쪽 버튼을 클릭할 때 "업데이트" 및 "삭제" 상황에 맞는 메뉴 동사를 더 이상 표시하지 않는다. 그 결과, "다운로드한 프로그램 파일" 폴더를 사용하여 더 이상 업데이트하거나 삭제할 수 없다.
- "보내기" 메뉴 안에 있는 폴더 및 하위 폴더는 더 이상 캐스케이딩 되지 않는다. 즉, 하위 메뉴로 확장되지 않는다. 그 결과, "보내기" 메뉴에서 항목을 그룹화 할 수 없다.[23]
- 자동 실행 설정은 장치별로 구성할 수 없다. 전역적으로 설정된다.[24]
- 폰트 폴더에서 PANOSE 정보를 기반으로 유사도별로 폰트를 나열하거나 굵게, 이탤릭 등과 같은 폰트 변형을 숨길 수 없다.
- Windows 2000/XP 스타일의 메뉴 및 도구 팁 "페이드" 애니메이션과 Windows 98/Me 스타일의 "스크롤" 애니메이션 간 전환 옵션이 제거되었다. 그러나 레지스트리 편집을 통해 두 옵션 간에 전환하는 것은 여전히 가능하다.[25]
- 셸 실행 후크 및 명명된 내보내기와 같은 일부 기능이 shell32.dll에서 더 이상 사용되지 않거나 제거되었다.[26][27]
- WshShell.SendKeys() 메서드와 Visual Basic 6과 같은 개발 환경의 SendKeys() 함수는 UAC가 활성화된 Vista에서는 더 이상 작동하지 않는다. .NET Framework 3.0 버전은 이 문제를 해결하기 위해 업데이트 되었다.[28]
- 문서에서 텍스트 조각 및 기타 유사한 개체를 복사하여 파일로 폴더에 붙여 넣는 기능(셸 스크랩 개체 또는 "문서 바로 가기"라고 불리지만 실제로는 OLE 개체)이 더 이상 불가능하다.[29]
- 액티브 데스크톱 기능이 제거되었다. 그 결과, 애니메이션 GIF 파일을 더 이상 바탕 화면 배경으로 설정할 수 없다. HTML 또는 HTA 파일과 같은 다른 동적 웹 콘텐츠는 바탕 화면에서 실행될 수 없지만, Windows DreamScene (Windows Vista Ultimate 전용)은 비디오를 배경으로 사용하고 동적 웹 콘텐츠는 사이드바 가젯의 일부로 실행될 수 있도록 허용한다.
- 대화 상자의 기본 버튼으로 포인터를 자동으로 이동하는 스냅 투 마우스 포인터 옵션은 Windows Vista 및 이후 버전의 많은 시스템 및 응용 프로그램 대화 상자와 창에서 손상되었다. 마우스 포인터가 여러 대화 상자에서 기본 버튼으로 이동하거나 스냅되지 않는다.

## 검색
- 윈도우 XP의 검색 기능과 달리, Windows Search는 Windows Explorer의 상태 표시줄에 검색 중인 위치에 대한 정보를 표시하지 않는다.
- Windows Search를 사용하여 대소문자 구분 검색을 수행할 수 없다.
- 윈도우 XP의 검색 기능과 달리, Windows Search는 더 이상 항목의 NTFS Alternate Data Stream을 검색하지 않는다.
- 검색 도우미는 더 이상 사용할 수 없다.

## 인터넷 익스플로러
- "Internet Explorer 정보" 대화 상자는 더 이상 "업데이트 버전" 필드에 최신 설치된 누적 업데이트를 표시하지 않는다. 이는 Internet Explorer 9 및 이후 버전에서 수정되었다.
- 도구 모음 레이아웃을 사용자 지정하는 기능이 제거되었다. 주소창과 '명령 모음'의 위치를 재조정할 수 없다.
- 인터넷 익스플로러는 더 이상 Windows Explorer와 통합되지 않는다. 이는 Windows XP 및 Windows Server 2003의 Internet Explorer 7/8에서도 마찬가지이다.
- 이미지 도구 모음이 제거되었다. 이 부동 도구 모음에 있던 대부분의 명령(사진 저장, 이메일 사진, 배경으로 설정 등)은 이제 이미지를 마우스 오른쪽 버튼으로 클릭할 때 나타나는 상황에 맞는 메뉴에 있다. 다른 지원되는 Windows 버전에서 Internet Explorer 7 이상을 사용하는 사용자도 마찬가지이다.
- 오프라인 즐겨찾기는 온라인이 아닐 때 나중에 읽을 수 있도록 웹 페이지를 자동으로 동기화하고 저장하는 기능이었지만, RSS 피드 사용을 선호하여 제거되었다.[30]
- "Temporary Internet Files" 폴더(다운로드한 파일 캐시)의 최대 크기는 Internet Explorer 7에서 1024MB로 제한된다. 이는 다른 Windows 버전의 Internet Explorer 7에도 적용된다.
- 여러 오래되고 거의 사용되지 않는 기술이 제거되었다.[31] DirectAnimation 지원, CDF, 뷰 소스 프로토콜 핸들러 및 40비트 SSL 암호.

## 사용자 계정 및 winlogon.exe 구성
- 지원되지 않는 방법을 사용하지 않고 프로필 디렉터리(C:\Users)를 다른 파티션으로 안전하게 이동할 수 없다. Microsoft는 사용자 프로필 폴더 이동을 권장하지 않는다. Windows XP에서는 Windows 설치가 완료되기 전에 WinNT.sif 파일을 통해 "Documents and Settings"를 C:가 아닌 다른 파티션으로 이동할 수 있었다. 그러나 사용자 프로필의 하위 폴더는 여전히 리디렉션할 수 있다. Windows 7은 라이브러리를 도입하여 사용자 데이터를 다른 파티션에 위치시킬 수 있도록 이 문제를 더욱 완화한다.
- Windows Installer 및 윈도우 비스타의 Shell은 UAC 프롬프트 표시 없이 사용자별 앱 설치를 지원하지 않는다.[32] 이는 Windows 7에서 수정되었다.[33]
- Winlogon은 그래픽 식별 및 인증 제거로 인해 암호 복잡성 정책 요구 사항에 대한 세부 정보를 더 이상 표시하지 않는다.[34]
- InitiateInteractiveLogon 함수를 사용하여 새 대화형 사용자 세션을 프로그래밍 방식으로 생성하는 Biologon API가 제거되었다.
- 윈도우 XP와 달리, 다른 표준 사용자가 컴퓨터를 잠갔을 때 관리자가 더 이상 컴퓨터 잠금을 해제할 수 없다.
- Protected Storage (PStore)는 더 이상 사용되지 않으므로 Windows Vista에서는 읽기 전용으로 설정되었다. Microsoft는 새로운 PStore 데이터 항목을 추가하거나 기존 항목을 관리하기 위해 DPAPI를 사용할 것을 권장한다.[35] 그러나 PStore를 사용했던 Outlook 2002와 같은 기존 응용 프로그램은 이로 인해 암호를 저장할 수 없다. 새로운 PStore 데이터 항목을 생성하려는 모든 응용 프로그램은 실패한다.
- 그룹 정책을 통해 클래식 로그온 및 Ctrl+Alt+Del 강제 적용을 활성화할 수 있지만, "시작" 화면에서 Ctrl+Alt+Del을 두 번 눌러 클래식 로그온 프롬프트를 표시할 수 없다. 이는 "시작" 화면이 활성화된 경우(그룹 정책을 통해 클래식 로그온이 강제되지 않는 경우) 숨겨진 사용자 계정으로 로그온하는 것을 불가능하게 만든다.
- 클래식 로그온이 제거되었기 때문에 로그온 화면에 도메인 이름이 더 이상 표시되지 않으며 드롭다운 목록에서 선택할 수 없다.[36][37]
- Shift+마우스 오른쪽 버튼 클릭을 사용하여 제어판 애플릿을 다른 사용자로 실행하는 기능이 제거되었다.
- 로그온 전에 SHIFT 키를 눌러 자동 로그온 및 시작 항목을 재정의할 수 없다. IgnoreShiftOverride 레지스트리 값은 무시된다. (이 문제는 USB 키보드에만 해당될 수 있다; KB977534, KB2526967 참조)
- 관리자 수준 권한으로 시작된 16비트 응용 프로그램은 명령줄에서 "Start /Shared"를 통해 시작되거나 CreateProcess() API와 함께 CREATE_SEPARATE_WOW_VDM 플래그가 지정된 경우에도 항상 자체 메모리 공간에서 실행된다. 따라서 16비트 프로세스 간 통신은 권한이 없는 프로세스에만 작동하며, 이러한 프로세스는 여전히 동일한 메모리 공간에서 실행되도록 구성할 수 있다.
- 셸의 runas 기능은 사용자 계정 컨트롤의 "관리자 권한으로 실행"으로 대체되었다. RunAs 기능은 관리자 계정을 제외하고 로컬 관리자 수준 명령 셸을 시작할 수 없다.[38]
- 인터넷 익스플로러는 RunAs를 사용하여 대체 자격 증명으로 시작된 명령 프롬프트에서 더 이상 시작할 수 없다. 이는 Windows XP에서 실행되는 Internet Explorer 7에도 해당된다(가능하지만, IEXPLORE 또는 IEXPLORE.EXE가 아닌 실행 파일의 전체 경로를 입력해야 한다).
- 사용자 계정 컨트롤이 활성화된 경우, 관리자 수준 권한으로 시작된 모든 프로세스는 동일한 계정이 사용되었음에도 불구하고 대화식으로 로그온한 사용자의 드라이브 매핑을 상속하지 않는다. 이는 Windows Explorer와 같은 UAC 비활성화 프로세스가 네트워크 드라이브의 응용 프로그램에 액세스할 수 있지만 실행할 권한이 부족한 시나리오로 이어질 수 있다. 반대로 UAC 권한 상승 프로세스는 충분한 로컬 권한을 가지고 있지만 네트워크 응용 프로그램을 볼 수 없다.
- 그래픽 식별 및 인증 라이브러리 및 GINA 기반 인증 지원은 자격 증명 공급자로 대체되어 인증 플러그인이 Winlogon 프로세스 공간에서 최대한 벗어나 더 높은 신뢰성과 일관성을 제공할 수 있도록 했다.[39][40] 따라서 타사 GINA 모듈은 자격 증명 공급자 모델로 포팅되어야 한다. 그러나 자격 증명 공급자는 GINA가 허용했던 사용자 지정 기능을 허용하지 않는다. 예를 들어, 빠른 사용자 전환을 프로그래밍 방식으로 사용하는 것을 지원하지 않는다.[41]
- Winlogon 알림 패키지는 Windows Vista에서 더 이상 지원되지 않는다.[42]
- 로그온 화면은 빠른 사용자 전환을 사용할 때 실행 중인 프로그램 수 또는 읽지 않은 이메일 메시지 수를 표시하지 않는다.
- "모든 사용자" 바탕 화면 배경은 더 이상 변경할 수 없다. 모든 Windows Vista 시스템은 이제 로그온 화면에서 동일한 배경 화면을 표시한다.
- 보안 문제로 인해 "모든 사용자" 스크린 세이버는 더 이상 변경할 수 없다. (스크린 세이버를 교체하는 것은 이전 Windows 버전에서 무단 권한 확대의 일반적인 방법이었다.)
- 보안 문제로 인해 시스템 서비스는 더 이상 Windows Vista에서 사용자의 데스크톱과 기본적으로 상호 작용할 수 없다. 이는 이전 모든 NT 릴리스와 다른 점이다.[43]
- 캐시된 로밍 프로필은 파일 시스템에서 직접 삭제할 수 없다. 이는 계정이 "HKEY_LOCAL_MACHINE\SOFTWARE\Microsoft\Windows NT\CurrentVersion\ProfileList"에서 제거된 경우에도 워크스테이션에 다시 로그온할 수 없게 만들기 때문이다. 로밍 프로필을 수동으로 삭제하는 유일한 지원되는 방법은 제어판의 "시스템" 애플릿 또는 DeleteProfile() API를 사용하는 명령줄 DelProf 유틸리티를 통해서이다.[44][45]
- "네트워크 구성 운영자" 내장 그룹은 더 이상 시스템 네트워크 연결을 관리하는 권한을 위임하지 않는다. 이제 시스템 전반의 관리자 수준 권한만 이를 달성하는 데 사용할 수 있다. 따라서 네트워크 연결의 "복구"와 같은 작업은 관리자만 수행할 수 있다.
- 컴퓨터가 작업 그룹에 연결되어 있는 동안 "저장된 사용자 이름 및 암호"에서 도메인의 저장된 암호를 변경하는 기능이 제거되었다.
- "저장된 사용자 이름 및 암호" 자격 증명 관리자는 사용자가 도메인의 모든 암호를 와일드카드 처리할 수 있었던 <도메인>\* 구문을 허용하지 않는다.

## Win32 콘솔
- Windows Display Driver Model (WDDM)은 모든 도스 비디오 모드를 지원하지 않으므로, 도스 기반 및 Win32 콘솔 프로그램은 전체 화면 모드에서 더 이상 실행할 수 없다.[46] Windows XP 드라이버 모델(XPDM) 그래픽 드라이버가 설치되어 있거나 안전 모드로 부팅된 경우 콘솔 프로그램은 전체 화면 모드에서 실행할 수 있지만, DWM을 지원하지 않으므로 Windows Aero는 지원하지 않는다.
- 이전 버전의 Windows에서는 각 콘솔 창에 대해 다른 설정을 저장할 수 있었다. Windows는 사용자에게 현재 창 또는 창을 시작한 바로 가기에 설정을 적용할지 여부를 물었다. 그러나 Windows Vista는 사용자에게 묻지 않고 모든 콘솔 창에 대한 설정을 저장한다.[47]
- 폴더나 파일을 Win32 콘솔 창으로 끌어다 놓으면 더 이상 폴더나 파일의 경로가 붙여넣어지지 않는다.[48] 이는 User Interface Privilege Isolation의 결과로 더 이상 작동하지 않는다.

## 그래픽
- Windows Aero를 사용할 때 모든 GDI, GDI+ 및 DirectDraw 응용 프로그램은 Desktop Window Manager라고 알려진 새로운 컴포지팅 창 관리자에서 실행된다. GDI 또는 DirectDraw 렌더 경로는 DWM을 통해 리디렉션된다. 그러나 리디렉션될 때 GDI 또는 DirectDraw는 하드웨어 가속되지 않는다.[49]
- Windows Display Driver Model 사양은 수평 및 수직 데스크톱 스패닝 모드, 즉 여러 모니터에 걸쳐 데스크톱을 확장하는 것을 지원하지 않는다.[50][51] 그러나 듀얼 뷰[52]는 여전히 사용 가능하다.[53]
- Windows Vista에서는 Windows Display Driver Model (WDDM)이 두 개의 다른 디스플레이 어댑터를 지원하지 않는다. 두 개의 디스플레이 어댑터를 사용할 때는 둘 다 동일한 WDDM 드라이버를 사용해야 한다. Windows Vista는 여전히 XPDM 드라이버를 지원하지만, Windows Aero 사용자 경험을 위해서는 WDDM 드라이버가 필요하다.[54][55]
- Windows Vista는 DOS Protected Mode Interface 프로그램이 가질 수 있는 메모리 양을 32MB (33,554,432 바이트)로 제한한다. 이 제한은 NTVDM 내에서 실행되는 DPMI 프로그램에 적용된다.[56] 이전 버전의 Windows에서는 그렇지 않았다.
- 특정 CRT 모니터의 경우, Windows Vista 및 이후 버전은 85Hz보다 높은 주사율을 더 이상 지원하지 않는다.

## 오디오
- 윈도우 비스타의 오디오 구성 사용자 인터페이스에서 기본 Microsoft GS Wavetable SW Synth 이외의 다른 하드웨어 또는 소프트웨어 MIDI 신디사이저를 선택하는 기능이 제거되었다. 다른 출력 MIDI 신디사이저 또는 출력 장치 포트는 레지스트리 편집 또는 타사 MIDI 기본 출력 장치 구성 도구를 사용해야만 선택할 수 있다.[57][58] 기본 MIDI 출력 장치가 변경되었더라도, 모든 waveOut MME를 사용하는 프로그램이 선택된 MIDI 신디사이저를 사용하는 것은 아니며, 기본 MS 소프트웨어 신디사이저를 계속 사용한다. 또한 모든 MIDI 신디사이저가 Windows Vista 및 이후 Windows 버전과 호환되는 것은 아니다.
- DirectSound에 기반을 둔 다이렉트뮤직은 Windows Vista에서 더 이상 하드웨어 가속되지 않으므로, 다이렉트뮤직도 Windows Vista에서 소프트웨어로 에뮬레이션된다.[59] 그 결과, 지연, 타이밍 및 CPU 사용량에 매우 민감한 MIDI 재생이 끊길 수 있다.
- 더 이상 풍선 알림에 대해 소리가 재생되지 않는다. 이는 Windows 8 및 이후 버전에서 토스트 알림을 통해 부분적으로 수정되었지만(완전히 해결되지는 않음), (특히 Windows 10에서는 모든 풍선 알림이 토스트 알림으로 변경되었다.) Windows 8 이후에도 풍선 알림은 여전히 소리 없이 유지되며, Windows 10 이후에서 다시 활성화되더라도 마찬가지이다.
- 사운드 제어판에서 "메뉴 명령" 및 "메뉴 팝업" 이벤트에 소리가 할당되었음에도 불구하고 클래식 시작 메뉴에 대한 소리는 더 이상 재생되지 않는다.
- 일부 SAPI 5.1 및 SAPI 5.2 음성과 응용 프로그램은 Windows Vista 및 이후 버전에서 작동하지 않는다. SAPI 5.3 호환 음성과 응용 프로그램만 작동한다.[60]
- 스피커/채널별 볼륨 조절 컨트롤이 볼륨 믹서에서 제거되었다.
- 볼륨 제어 창을 최소화하거나 Ctrl+S를 사용하여 크기를 변경할 수 없다.[61]
- 알림 영역의 볼륨 아이콘을 두 번 클릭하여 볼륨 믹서를 표시하는 기능이 더 이상 불가능하다.
- 볼륨 믹서 창의 위치가 저장되지 않는다.
- 윈도우 XP에서는 오디오가 기본적으로 모든 오디오 엔드포인트에 한 번에 "방송"되었다. 그러나 윈도우 비스타의 새로운 오디오 엔진은 이 동작을 변경했다. 기본적으로 오디오는 시스템이 기본으로 설정했거나 사용자가 제어판 설정을 통해 구성한 특정 엔드포인트로만 전송될 수 있다. 이 새로운 오디오 동작은 별도의 DSP 기능을 제공하지만, 헤드폰, 스피커, AV 수신기로의 HDMI 출력 또는 한 장치로의 아날로그 오디오와 다른 장치로의 디지털 오디오와 같이 여러 장치로 오디오를 스트리밍해야 하는 경우에는 제한적이다.[62]
- Windows 시작 사운드를 사용자 지정하는 기능이 제거되었지만, 로그온 및 로그오프 사운드는 여전히 사용자 지정할 수 있다.
- Windows Media Center는 발신자 ID 및 Windows Messenger 기능 지원을 중단한다.[63][64]
- 사운드 제어판 애플릿에서 "찾아보기" 대화 상자에서 사운드를 미리 보는 기능이 제거되었다.
- 장치 관리자의 CD/DVD 드라이브 속성에서 디지털 CD 오디오를 활성화하거나 비활성화하는 옵션을 사용할 수 없다.
- 녹음 장치를 모노 믹서 또는 스테레오 믹서로 변경하는 기능이 제거되었다.
- Windows 녹음기에서 사운드 가져오기, 속도 변경, 에코 추가, 역방향 모드 재생, 파일 삽입 또는 혼합과 같은 여러 기능이 제거되었다.
- Windows 녹음기는 기본적으로 wave(.wav) 형식으로 더 이상 저장하지 않는다. 대신 Windows Media Audio (.wma) 형식으로 저장한다. Windows Vista Home Basic N 및 Business N 변형에서는 wave 형식이 여전히 기본적으로 사용된다.[65] Windows 10의 Voice Recorder (Windows 녹음기의 최신 버전)는 MPEG-4 (.m4a) 형식으로만 저장한다.
- PC 스피커는 이제 더 이상 사용되지 않으며, PC 스피커를 사용하는 모든 프로그램은 이제 기존 기본 재생 장치로 리디렉션된다.

## 윈도우 미디어 플레이어 기능
- 목록 창에서 항목을 마우스 오른쪽 버튼으로 클릭하여 항목을 삭제하거나 편집할 수 없다.
- 플레이어 라이브러리의 음악, 사진, 비디오, 녹화된 TV 프로그램과 같은 카테고리는 해당 콘텐츠 유형과 관련된 제한된 미디어 정보(메타데이터) 열만 표시한다. 이전 버전에서는 모든 카테고리 유형에 대해 가능한 모든 메타데이터 열이 표시되었다.
- 전체 화면 컨트롤을 항상 표시하고, 전체 화면 모드에서 재생 목록을 표시하거나 숨기고, 전체 화면에서 Windows Media Player를 직접 닫는 버튼이 제거되었다.
- 미디어 라이브러리에서 자동 정렬(Windows Explorer의 자동 정렬과 유사)을 끌 수 없다.
- 그룹화를 끌 수 없다. 라이브러리 콘텐츠는 항상 정렬 기준에 따라 그룹화된다.
- 로컬 또는 네트워크 파일을 검색하고 새 파일 또는 기존 파일만 선택적으로 추가하기 위해 라이브러리에 미디어를 추가하는 기능이 제거되었다. 미디어는 모니터링되는 폴더에서만 추가할 수 있다.
- 미디어 재생 시 탐색 슬라이더를 항상 표시할 수 없다. 탐색 슬라이더를 표시하려면 재생 컨트롤 위의 진행률 표시줄 위로 마우스를 가져가야 한다.
- 플레이어가 열려 있는 동안 Windows Media Player 10과 같이 라이브러리에서 정렬 순서가 유지되지 않는다.
- 선택한 파일 목록은 고급 태그 편집기에서 제거되었다.
- 시각화를 순환하는 다음 및 이전 버튼이 제거되었다.
- Windows Media Player 10에 기본적으로 포함된 대부분의 자동 재생 목록이 제거되었다.
- 파일을 두 번 클릭할 때 수행할 작업(목록에 추가, 모두 재생, 선택한 항목 재생)을 구성하는 라이브러리 옵션이 제거되었다.
- 전체 재생 목록 시간은 더 이상 "지금 재생 중" 목록이나 라이브러리에서 항목을 선택하지 않으면 표시되지 않는다. 선택한 항목에 대해서만 라이브러리에 표시된다.[66]
- 총 트랙 수도 모든 트랙을 선택한 후에만 표시된다. MB 단위의 총 크기는 어떤 보기에서도 표시되지 않는다.[66]
- 확장 가능한 트리 보기는 미디어 라이브러리의 탐색 창/왼쪽에서 제거되었다.
- Windows Media Player 10의 "지금 재생 중" 탭 옆에 위치하여 팝업/드롭다운 메뉴를 통해 라이브러리를 탐색할 수 있었던 "빠른 액세스 패널"이 제거되었다. 이로 인해 라이브러리 보기로 전환하지 않고 메뉴를 통해 라이브러리를 탐색할 수 없다.
- 미디어 플레이어의 배경을 검정색으로 변경할 수 없다. 대신 배경은 색상 선택기에서 선택한 색상의 거의 흰색 음영이다.
- 이전 버전의 Windows Media Player에서는 키보드 단축키 "Ctrl + I"를 사용하여 단축키가 시작될 때 표시되는 비디오 프레임을 캡처할 수 있었다. 이 기능은 Windows Media Player 11에서 제거되었다.
- 이전 버전의 Windows Media Player에서 사용 가능했던 라이선스 관리 도구는 버전 11부터 제거되었다. 라이선스를 백업하고 복원할 수 없다.[67] 이는 음악 다운로드 서비스 사용자가 Windows Media Player를 사용하여 라이선스를 직접 백업하고 다른 컴퓨터로 복원하는 것을 방지한다. 사용자는 이제 다운로드 서비스가 해당 라이선스를 다시 얻는 데 도움을 줄 수 있는지에 따라야 한다. 모든 서비스가 이를 지원하는 것은 아니므로, 일부 상황에서는 사용자가 Windows Media Player 11에서 사용하기 위해 구매한 미디어를 재생할 수 있는 기능을 잃을 수도 있다(예: Walmart는 "중요 사항: 많은 경우, 손실된 노래 및 라이선스 파일을 교체할 수 없다. Windows Media Player 11을 사용하여 오디오 CD 또는 CD를 생성하여 음악을 백업할 것을 강력히 권장한다"[68]).[69]
- Windows XP Media Center Edition 2005의 일부인 Windows Media Player 10은 Fraunhofer MP3 ACM 코덱을 MP3 형식으로 리핑하기 위해 포함한다. 라이선스 제한으로 인해 Windows Media Player 11에는 MP3 디코더만 포함되어 있고 ACM 인코더는 포함되어 있지 않다.[70]
- Windows Media Player 10에 통합된 HighMAT 굽기 기능은 Windows Media Player 11에서 사용할 수 없다.
- 스킨 모드에서 앵커 창 표시 옵션이 제거되었다.
- 장치에 대한 그림 지원 활성화 옵션이 제거되었다.
- 9시리즈 기본, 아토믹, 블루스카이, 캔버스, 클래식, 컴팩트, 구, 헤드스페이스, 하트, 아이코닉, 미니플레이어, 옵틱, 황철석, 퀵실버, 라디오, 라운들렛, 녹슨, 스플랫, 투티, 윈도우 클래식, 윈도우 XP 스킨이 제거되었다.
- 앰비언스, 파티클, 플레노프틱, 스파이크, 뮤지컬 색상 시각화가 제거되었다.
- 레거시 렌더러, 오버레이 믹서, 비디오 믹싱 렌더러(VMR-7) 또는 고품질 모드(VMR-9)를 사용하는 옵션은 Windows Vista 버전의 Windows Media Player 11에서 사용할 수 없다. Windows Vista 버전은 Enhanced Video Renderer (EVR)만 사용할 수 있다.
- 라이브 스크러빙 또는 라이브 시킹 지원, 즉 마우스로 시킹하거나 일시 중지된 상태에서 마우스를 클릭한 후 비디오 프레임을 표시하는 기능은 Windows Vista 및 이후 버전의 Windows Media Player 11에서는 사용할 수 없지만, Windows XP의 Windows Media Player 11에서는 지원된다.
- 미디어 파일 형식과 연결하는 구성 탭도 윈도우 비스타의 Windows Media Player 11 옵션에서 제거되었다.
- Windows Media Player 11은 운영 체제와 통합되어 있으므로 제거 또는 재설치 기능이 없다. 유일한 예외는 Windows Media Player가 사전 설치되지 않은 윈도우 비스타의 "N" 버전이다.
- Windows XP Media Center Edition 2005와 마찬가지로 Windows Media Player 6.4 (mplayer2.exe)가 제거되었다. MCI 버전의 Media Player (mplay32.exe)도 제거되었다.

## DirectX 기능
- Windows Vista는 오디오 스택이 재작성되었고 이전 Windows 버전에서 존재했던 오디오용 하드웨어 추상화 계층을 상속하지 않으므로, DirectSound 및 DirectSound3D API의 하드웨어 가속이 없다. DirectSound 및 DirectMusic은 전적으로 소프트웨어로 에뮬레이션된다. 그 결과, DirectSound3D를 활용하는 게임에서 하드웨어 가속 오디오 및 3D 공간화는 더 이상 지원되지 않는다.
- Direct3D 유지 모드(D3DRM)가 제거되었다.[71]
- 다이렉트플레이가 제거되었다.[72]
  - 또한 DirectPlay 보이스 및 DirectPlay의 네트워크 주소 변환 도우미가 제거되었다.[73]
- 일부 다이렉트인풋 기능(액션 매퍼 UI)도 제거되었다.[74]
- DirectMusic 구성 요소에 고해상도 타이머를 제공하는 DirectMusic 커널 모드 신디사이저가 제거되었다.[75]
- Windows Vista에서 Visual Basic 6.0용 DirectX 7 및 DirectX 8 인터페이스 지원이 제거되었다.[73]

## 미디어 기능
- Windows XP Media Center Edition 2005의 디지털 미디어 구성 요소(예: Windows Audio Converter, Windows Dancer, Windows CD Label Maker, Party Mode, Plus! 스크린세이버, Windows Media Player 스킨 및 시각화)가 제거되었다.
- Windows Image Acquisition의 비디오 콘텐츠 지원이 Windows Portable Devices API를 선호하여 Windows Vista에서 제거되었다.[76] 그 결과, Windows Movie Maker의 Windows Vista 버전 또는 WIA를 사용했던 다른 아날로그 비디오 캡처 소프트웨어는 VCR, 아날로그 캠코더, 웹 카메라와 같은 아날로그 비디오 소스에서 USB 또는 FireWire를 통한 아날로그 비디오 가져오기, 스트리밍 또는 캡처를 더 이상 지원하지 않는다.[77] 따라서 Windows Explorer도 웹캠 미리 보기를 표시하지 않는다. Microsoft는 이러한 소스에서 비디오를 캡처하거나 스트리밍하기 위해 DirectShow 기반 소프트웨어를 사용할 것을 권장한다.
- Microsoft H.261, H.263, ACELP.net 및 G.723.1과 같은 레거시 Video for Windows 및 ACM 코덱이 제거되었다. Indeo Video는 기본적으로 비활성화되어 있다.[78]
- 장치 관리자는 더 이상 VCM 및 ACM 코덱의 속성을 표시하고 구성하는 것을 허용하지 않는다.
- Windows Media 원본 필터가 제거되어 MMS: WMV 파일을 GraphEdit 또는 기타 DirectShow 응용 프로그램을 사용하여 스트리밍할 수 없게 되었다.[79][80]

## 설정 및 서비스
- Windows Vista는 FAT 파일 시스템이 있는 볼륨에 더 이상 설치할 수 없지만, FAT 데이터 볼륨 읽기 및 쓰기는 여전히 지원된다.[81]
- 진행률 표시줄을 표시하면서 핫픽스/업데이트를 무인 모드로 설치할 수 없다. 업데이트는 무음 무인 모드로만 설치할 수 있다. /passive 스위치는 지원되지 않는다.
- 더 빠른 설치를 위한 설정 설계 변경으로 인해 윈도우 XP, Windows Server 2003 및 Windows 2000에서 가능했던 것처럼 서비스 팩 또는 핫픽스를 핵심 운영 체제 파일에 통합할 수 없다.[82] Microsoft는 Service Pack 1이 통합된 업데이트된 Windows Vista 디스크 미디어를 출시했다. 그러나 업데이트된 미디어는 특정 기업 고객, MSDN 구독자 및 SP1 출시 후 운영 체제를 구매하는 신규 고객에게만 제공되며, SP1 이전 Windows Vista 최종 사용자에게는 제공되지 않는다. 대안으로 Windows Automated Installation Kit (WAIK)를 사용하여 이미지를 변경할 수 있다.[83]
- 설치 설계 변경으로 인해 기존 Windows Vista 또는 이후 버전 위에 Windows Vista 또는 이후 버전을 현재 위치에서 복구 재설치하는 것이 불가능하다. 기존 데이터는 Windows.old, Users.old 폴더로 이동되며, 이전에 설치된 프로그램은 다시 설치해야 한다.
- Windows Vista는 소프트웨어 업데이트 및 핫픽스를 설치하기 위해 패키지 관리자(Pkgmgr.exe)와 Windows Update 독립 실행형 설치 관리자(Wusa.exe)를 사용한다. 그러나 이들은 Windows XP의 패키지 설치 관리자(Update.exe)와 같은 다양한 명령줄 스위치를 지원하지 않는다.[84] Update.exe의 많은 기능이 누락되었다. 예를 들어, /nobackup 또는 /n 스위치를 사용하여 핫픽스에 대한 제거 정보를 백업하는 것을 건너뛸 방법이 없다.[85] Windows Vista는 대체된 업데이트에 대해 %Windir%\WinSxS의 운영 체제 파일을 정리하지 않으므로, 이 폴더의 디스크 사용량이 시간이 지남에 따라 상당히 증가할 수 있다.
- Windows Update UI에서 개별 다운로드된 업데이트에 대한 진행률 표시줄이 더 이상 표시되지 않는다. 전체 진행률 표시줄만 있다. Windows Update는 또한 업데이트가 몇 메가바이트 또는 킬로바이트 다운로드되었는지에 대한 자세한 진행률을 더 이상 표시하지 않고, 총 크기와 진행률 완료 백분율만 표시한다.

## 파일 시스템, 드라이버, 메모리 및 하드웨어
- 윈도우 작업 관리자는 더 이상 최대 커밋 충전을 표시하지 않는다. 현재 커밋 충전과 최대 제한만 표시한다.[86]
- 드라이버 서명 정책 설치 후에는 항상 "경고"로 설정되며, Windows Server 2003, 윈도우 XP, Windows 2000에서 사용 가능했던 "무시" 및 "차단" 옵션이 제거되었다.[87]
- Windows Vista가 설치된 후 연결된 플러그 앤 플레이 하드웨어의 경우, 자동으로 시작되는 "새 하드웨어 발견 마법사"에서 사용 가능한 준비된 또는 디스크상의 장치 드라이버 목록에서 선택할 수 없다. "새 하드웨어 발견 마법사"는 드라이버를 자동으로 검색하며, 드라이버 저장소 또는 Windows Update에서 드라이버를 찾지 못하면 실패한다. 장치 관리자에서 호출할 수 있는 "드라이버 업데이트 마법사"만 목록에서 드라이버를 수동으로 선택할 수 있다.
- Windows Management Instrumentation WDM 드라이버 확장은 더 이상 지원되지 않는다.[88]
- 서명되지 않은 64비트 커널 모드 장치 드라이버는 더 이상 설치할 수 없다.[89][90][91]
- PS/2 마우스의 샘플 속도, 입력 버퍼 길이 및 빠른 초기화와 같은 고급 설정은 장치 관리자의 마우스 속성에서 사용할 수 없다.
- 오프라인 파일 (클라이언트 측 캐싱)은 Vista를 위해 완전히 재작성되었으며, KB811660[92] 및 CacheMov.exe[93]에 설명된 XP의 레지스트리 구성 가능성에 대한 역호환성을 제거했다. 또한 캐시가 암호화된 경우(기본 설정에 따라), 캐시는 이제 사용자별 EFS에 의해 암호화되므로 한 컴퓨터의 여러 사용자가 동일한 파일을 오프라인에서 사용할 수 없다.[94]
- 오프라인 파일은 로그오프 시 자동으로 동기화되도록 설정할 수 없다. 이는 성능상의 이유로 제거되었다.
- UNC 경로의 네트워크 공유 경로 변경 후 오프라인 파일 캐시에 고정된 파일의 새 위치를 지정하려면 관리자 수준 액세스와 재부팅이 필요하다.[95]
- 알림 영역의 아이콘을 사용하여 USB 장치를 안전하게 제거한 후에도 표시등이 꺼지지 않는다. 장치가 연결되어 있지만 안전하게 제거된 USB 포트는 여전히 전원이 공급된다.[96]

## 부팅, 종료, 전원 관리
- 저배터리 동작을 외부 프로그램 실행으로 설정할 수 없다.
- Windows Vista에서 저배터리 알림 및 위급 배터리 알림 소리가 업데이트되었음에도 불구하고, 운영 체제의 배터리 미터는 배터리 에너지가 낮거나 위급 수준에 도달할 때만 화면 알림을 표시한다. 이러한 소리 사용은 타사 배터리 미터 응용 프로그램에 예약되어 있다. Microsoft는 이것이 의도된 것이라고 밝힌다.[97]
- 배터리 이름, 고유 ID 번호, 화학 유형, 제조업체 정보와 같은 자세한 배터리 정보가 전원 옵션에서 제거되었다.
- 부팅 옵션을 구성하는 내장 그래픽 사용자 인터페이스가 더 이상 없다. BCDEdit.exe 명령줄 도구를 사용해야 한다.
- 시스템 속성의 "시작 하드웨어 프로필" 기능이 제거되었다.
- 이전 Windows 버전과 달리, Windows Vista는 최대 절전 모드 중 진행률 표시기를 표시하지 않는다. Microsoft는 이것이 의도된 것이라고 밝힌다.[98] Windows Vista는 최대 절전 모드에서 다시 시작한 후 진행률 표시기를 표시하지만, 이전 Windows 버전에서 사용했던 확정적인 진행률 표시줄 대신 불확정 진행률 표시줄이다.
- 하드웨어 전원 버튼을 눌렀을 때 Windows가 취할 동작을 사용자 지정할 수 있지만, 전원 옵션을 설정하여 전원 버튼을 누를 때마다 사용자에게 어떤 동작을 취할지 묻도록 할 수 없다. 따라서 각 경우에 다른 전원 동작을 선택하는 것은 불가능하다.[99]
- 종료 메뉴는 시작 메뉴가 아닌 윈도우 작업 관리자에서 제거되었다.
- Shutdown.exe 명령줄 도구는 시스템이 정해진 시간 종료 또는 다시 시작으로 설정되었을 때 더 이상 실시간 카운트다운 타이머를 표시하지 않는다.
- `shutdown` 명령줄 도구는 지연 옵션(`-t`)을 600초(10분)로 제한한다.[100]
- COM 포트를 통해 연결된 UPS를 모니터링하는 UPS 서비스는 더 이상 사용할 수 없다.[101]

## 윈도우 응용 프로그램 및 기능
시스템 복원
- 시스템 복원은 더 이상 레지스트리를 통해 설정을 구성하는 것을 지원하지 않는다.[102]
- 시스템 복원 지점에 사용되는 디스크 공간을 구성하는 GUI는 Windows Vista에서 사용할 수 없다.[103]
- Windows XP에서 가능했던 것처럼 %windir%\system32\restore\Filelist.xml을 편집하여 시스템 복원 모니터링에서 파일 형식 및 디렉터리를 포함하거나 제외할 수 없다. 이 파일은 Windows Vista에서 더 이상 존재하지 않는다.[104]

백업
- NT백업과 달리 Windows Vista 백업 응용 프로그램은 백업 시 특정 파일이나 폴더를 포함하거나 제외할 수 없다.[105] 파일 형식의 범주만 보관할 수 있다. 이로 인해 특정 경로 또는 네트워크 위치에 있는 파일을 백업할 수 없다.
- 윈도우 비스타의 백업 응용 프로그램은 데이터를 백업하기 위해 테이프 드라이브를 사용하는 것을 지원하지 않는다.
- 윈도우 비스타의 RTM 릴리스에서는 Encrypting File System (EFS)을 사용하여 암호화된 파일이 운영 체제의 백업 응용 프로그램에 의해 보관되지 않았다.[106] 이 기능은 서비스 팩 1에서 다시 도입되었다.[107]
- Windows Vista 백업은 NTBackup에서 지원하는 모든 기능과 명령줄 매개변수를 가지고 있지 않다.[108] 또한 NTFS 아카이브 비트 및 세분화된 복원도 지원하지 않는다.

진단 및 유지 관리
- 오래된 파일을 압축하는 디스크 정리 핸들러가 제거되었다.[109][110]
- Windows Disk Defragmenter에서 조각 모음 프로세스 또는 분석의 그래픽 표현 및 진행률 표시기가 제거되었다.[111][112] 조각 모음 프로세스를 일시 중지하는 것이 더 이상 불가능하다. 또한 윈도우 비스타의 RTM 릴리스에서는 defrag.exe 명령줄 유틸리티를 사용하지 않고 개별 드라이브를 조각 모음하도록 선택하는 것이 불가능하며, 서비스 팩 1에서 이 제한이 제거되었다.[113][114]
- 디스크 조각 모음은 더 이상 볼륨의 파일 시스템, 저장 용량, 남은 여유 공간 및 백분율, 클러스터 크기, 연속 파일 수와 같은 볼륨 정보가 포함된 분석 보고서를 제공하지 않는다. 그러나 이 정보는 defrag.exe 명령줄 유틸리티를 통해 여전히 액세스할 수 있다.[115][116]
- Dr. Watson 응용 프로그램 디버거 및 크래시 분석 도구가 제거되었다. 이는 Problem Reports and Solutions 제어판으로 대체될 예정이다.[117] 그러나 그 기능은 다르다.
- DirectX 진단 도구(DxDiag)는 정보만 표시한다. 하드웨어 및 다양한 DirectX 구성 요소를 테스트할 수 없다.[118]
- 시스템 정보 (MSInfo32)의 특정 명령줄 스위치가 지원되지 않는다.[119]

그룹 정책
- 다양한 윈도우 XP 구성 요소에 적용되었던 여러 그룹 정책은 설계 변경으로 인해 Windows Vista 또는 이후 OS 구성 요소에 더 이상 적용되지 않는다. 따라서 XP의 많은 그룹 정책으로 가능했던 많은 사용자 지정 기능과 기능이 Windows Vista 및 이후 버전에서 손실된다.
- Resultant Set of Policy 스냅인은 구성된 그룹 정책 설정의 전체 집합을 더 이상 표시하지 않는다. 모든 설정을 보려면 gpresult.exe 명령줄 도구를 사용해야 한다.[120]

연결
- 세션 0 격리로 인해 콘솔 세션이 RDP 서버에서 제거되었고 해당 /console 스위치가 RDP 클라이언트에서 제거되었다.[121]
- 다음 MDAC/Windows Data Access Components는 더 이상 사용되지 않는다: 16비트 Open Database Connectivity, Jet Database Engine 및 해당 복제 개체(JRO), Remote Data Services (RDS), AppleTalk 및 Banyan Vines SQL 네트워크 라이브러리, OLE DB Simple Provider (MSDAOSP), Open Database Connectivity 설정, ODBC 커서 엔진 및 OLE DB 인터페이스 원격.[122]

윈도우 팩스 및 스캔
- 팩스 구성 요소(팩스 콘솔 및 팩스 마법사)가 제거되었다. Windows Fax and Scan이 그 대체품이지만, Windows Vista Business, Enterprise 및 Ultimate 에디션에만 포함되어 있다.[123]
- Windows XP 팩스와 달리, Windows Vista 및 이후 버전의 Windows Fax and Scan은 더 빠른 팩스 전송 속도를 허용하는 V.34bis 표준을 지원하지 않는다.[124]
- 윈도우 팩스 및 스캔은 TWAIN 스캐너를 지원하지 않는다.[124] WIA 스캐너만 지원한다.
- 윈도우 팩스 및 스캔은 Windows XP의 팩스 콘솔과 달리 이전 팩스의 복사/붙여넣기, 드래그 앤 드롭 또는 가져오기/내보내기를 지원하지 않는다.
- 윈도우 팩스 및 스캔은 팩스 수신자의 이름이 윈도우 연락처에 연락처로 추가되지 않은 경우 지정할 수 없다.

이메일 및 연락처
- 윈도우 메일에서 뉴스그룹에 대해 발신자 차단 기능이 제공되지 않으며, 이메일에만 해당된다.[125]
- 특정 연락처에게만 일반 텍스트(HTML 제외)로 이메일을 보내는 기능은 Windows Contacts에서 제공되지 않는다.
- Windows Contacts와 Microsoft Office Outlook 연락처를 공유하는 것은 불가능하다. 윈도우 XP에서는 레지스트리의 "UseOutlook" 값을 구성하여 Outlook 연락처를 Windows 주소록과 공유할 수 있었다.

이미징
- 카메라에서 사진을 전송하는 마법사는 카메라에서 전송할 이미지를 선택하는 기능과 같은 일부 기능이 Windows Photo Gallery에서 제거되었다. 사용자는 이전에 다운로드되었더라도 모든 이미지를 복사해야 했다. 그러나 사진을 폴더로 자동 구성하고 선택하는 옵션이 있는 이전 동작은 Windows Live 사진 갤러리에서 사용할 수 있다.[126] 또한 사용자는 Windows Explorer에서 연결된 카메라를 탐색하여 카메라에서 특정 이미지를 수동으로 복사할 수 있다.
- 여러 페이지로 된 TIFF 파일의 특정 페이지는 Windows Photo Gallery에서 인쇄할 수 없으며, 모든 페이지가 인쇄된다.
- TIFF 주석은 Windows Photo Gallery 또는 Windows Live Photo Gallery에서 편집하거나 생성할 수 없다.[127]
- GIF 파일에 대한 지원이 Windows Photo Gallery에서 제거되었으며, 이는 Windows Picture and Fax Viewer를 대체했다. GIF 애니메이션의 첫 번째 프레임만 Windows Photo Gallery에 표시된다. 애니메이션 GIF 파일은 인터넷 익스플로러에서 여전히 제대로 표시된다. WMF 및 EMF 형식에 대한 지원도 Windows Photo Gallery에서 제거되었다.

마이크로소프트 에이전트
- 마이크로소프트 에이전트 문자 미리 보기는 에이전트 문자 파일의 속성 시트에서 지원되지 않는다.
- 마이크로소프트 에이전트는 더 이상 Windows 에디션당 여러 언어를 지원하지 않는다. 에이전트 언어는 항상 Windows 에디션의 언어와 동일하다.[128]
- 마이크로소프트 에이전트가 SAPI 4 대신 SAPI 5를 에이전트 문자에 사용하기 때문에, 새 SAPI 5 호환 XML 태그가 사용되지 않으면 문자의 음높이 및 속도 설정이 손상/무시된다.

도움말 및 지원
- 도움말 및 지원 콘텐츠에는 색인이 없다.
- 도움말 및 지원은 더 이상 듀얼 창 탐색을 지원하지 않는다.
- Windows XP 도움말 및 지원 센터의 즐겨찾기, 기록 및 고급 검색 옵션은 Windows Vista 도움말에서 사용할 수 없다. 다른 Windows 컴퓨터에서 도움말 콘텐츠를 공유하고 설치하거나, 다른 운영 체제용 도움말을 설치하거나 전환할 수 없다.
- 32비트 .HLP (WinHelp) 도움말 형식에 대한 내장 지원이 제거되었다.[129] 이는 소프트웨어 개발자가 더 이상 사용되지 않는 형식을 사용하지 않고 Compiled HTML Help와 같은 최신 32비트 도움말 형식을 사용하도록 권장하기 위함이다. 32비트 .HLP 형식을 사용하는 응용 프로그램을 시작하면 Windows는 해당 형식이 더 이상 지원되지 않는다는 경고를 표시한다. .HLP 파일을 보기 위한 뷰어는 Microsoft Download Center에서 구할 수 있지만, 이전 버전에서 제공되던 일부 기능은 비활성화되어 있다.[130][131] 16비트 .HLP 형식에 대한 지원은 유지된다.
- 상황에 맞는 도움말은 WinHelp에 의존했기 때문에 Windows Vista에서 사용할 수 없다. HTML Help 기술도 상황에 맞는 도움말("이것은 무엇입니까" 도움말 포함)을 지원하지만, Windows Vista 대화 상자는 "이것은 무엇입니까" 버튼과 상황에 맞는 도움말 및 "이것은 무엇입니까" 도움말 기능을 제거했다.[132]

기타 기능
- 명령줄에서 암호를 마스킹하는 ScriptPW.Password COM 자동화 개체가 제거되었다.
- 윈도우 비스타의 녹음기는 더 이상 오디오 파일을 열 수 없다. 또한 스위치 없이 실행될 경우 무손실 (압축되지 않은) WAV 형식으로 저장할 수 없으며, 대신 손실 96 kbit/s WMA 형식으로 저장한다. Windows Vista N 에디션의 녹음기 버전만 기본적으로 WAV 형식으로 오디오를 저장한다.[133] 또한 형식 변환, 샘플 레이트 변환, 에코 추가, 오디오 역방향 재생, 볼륨 및 재생 속도 변경, 분할, 삽입 및 오디오 혼합과 같은 모든 기본 오디오 처리 기능이 제거되었다. 사운드 파형 스펙트럼의 그래픽 보기는 레벨 미터로 대체되었다.
- 워드패드에서 Microsoft Office Word 문서(*.DOC) 지원이 제거되었으며, Windows 7 및 이후 버전에서 제한된 기능을 가진 최신 Office Open XML 기반 DOCX 형식에 대한 부분 지원이 나중에 추가되었다.[134] Microsoft는 이러한 문서를 보기 위해 무료로 다운로드할 수 있는 Word Viewer를 권장한다.
- 유니코드 IME가 제거되었다. Windows 7에 다시 포함되었다.[135]
- 클립북 뷰어는 포함되지 않는다.[136]
- 인터넷 백개먼, 인터넷 하트(하트와 혼동하지 말 것), 인터넷 오델로, 인터넷 스페이드, 인터넷 체커스가 제거되었다.[137][138] MSN Games에서 무료로 온라인 플레이가 가능하지만, 이제 Windows Live ID에 로그인해야 한다. 인터넷 백개먼, 스페이드, 체커는 Windows 7에서 다시 돌아왔지만 Windows 8에서 다시 제거되었다. 핀볼도 제거되었다.
- 보조 통신 장치를 위한 접근성 기능인 SerialKeys는 더 이상 지원되지 않는다.[139]
- 이전 버전의 Windows에서 도입된 많은 스크린 세이버는 Windows Vista에 포함되어 있지 않다.
  - 특히 '3D FlowerBox', '3D Flying Objects', '3D Pipes', 'Beziers', 'Marquee', 'Mystify', 'Starfield' 스크린세이버는 Windows Vista에서 제거되었다.
  - "내 그림 슬라이드쇼" 스크린세이버는 "사진" 스크린세이버로 대체되었다.
  - 'Mystify'라는 다른 스크린세이버(이전의 'Mystify' 스크린세이버와 혼동하지 말 것)가 Windows Vista에 추가되었다.

## 네트워킹
- SMBv1과 달리 SMB 2 프로토콜은 원격 볼륨의 파일이 하드 링크인지 여부를 더 이상 결정하는 것을 지원하지 않는다.[140]
- 이더넷 연결 및 활성화/비활성화/복구 또는 상태 및 속성 보기에 대한 빠른 액세스를 위한 알림 영역 아이콘이 더 이상 없다.
- Windows Vista는 "내 네트워크 환경"을 대체하는 네트워크 탐색기에서 이전에 방문한 네트워크 공유에 대한 바로 가기를 자동으로 생성하지 않는다.[141][142]
- 새 연결이 연결되거나 유선 또는 무선 어댑터의 연결이 제한되거나 없는 경우 풍선 알림이 표시되지 않는다.
- NetDDE 및 NetBEUI는 더 이상 포함되지 않는다.
- NAT 장치 뒤에 컴퓨터가 있을 때 IPsec 터널링이 더 이상 불가능하다.[143]
- Wireless Provisioning Services 기능은 WISP (Wireless Internet Service Provider)에서 제공하는 XML 파일을 다운로드하여 무선 핫스팟을 자동으로 구성하는 것을 지원하지 않는다.[144]
- 오디오(음성) 세션 및 mailto:를 통한 초대 전송은 Windows Remote Assistance에서 지원되지 않는다.[145]
- 네트워크 연결을 빠르게 재설정하는 일련의 단계를 수행하는 1-클릭 "복구" 기능이 문제 해결 및 제안을 시도하는 "네트워크 진단" 기능으로 대체되었다.
- Web Folders 클라이언트는 WebDAV 미니 리디렉터를 선호하여 어떤 버전에도 기본적으로 포함되지 않는다. 64비트 버전에서는 사용할 수 없다.[146]
- UPnP IGD 장치는 네트워크 연결이나 알림 영역에 표시되지 않는다. Windows XP에서 볼 수 있었던 인터넷 게이트웨이를 통한 연결의 상태 정보 및 통계는 사용할 수 없다. NAT 포트 매핑은 네트워크 탐색기의 게이트웨이 장치 속성 -> 설정에서 설정할 수 있다.
- 네트워크 설정 마법사와 무선 네트워크 설정 마법사가 제거되었다.
- Windows Vista는 이전 모든 Windows 버전에서 사용했던 약한 호스트 모델 대신 강력한 호스트 모델을 네트워킹에 사용한다. 약한 호스트 모델은 어떤 네트워크에서도 로컬 대상으로 지정된 유니캐스트 패킷을 받아 해당 네트워크의 다른 인터페이스로 전송할 수 있다. 멀티홈 네트워크 설정에서는 강력한 호스트 모델이 멀티홈 기반 네트워크 공격에 대한 보안을 향상시키지만 연결성을 크게 제한할 수 있다.[147]
- 알림 영역(시스템 트레이)의 단일 아이콘은 유선이든 무선이든, 모든 다른 유형의 연결에 대해 모든 네트워크 어댑터 및 인터넷 게이트웨이를 통한 네트워크 연결을 나타낸다. 작업 표시줄에 개별 연결 상태 아이콘을 설정하거나 일부 또는 모든 네트워크 아이콘을 완전히 숨기는 것은 불가능하다.
- 보안상의 이유로 범위 내에서 사용 가능한 비선호 무선 네트워크 및 무선 애드혹 망에 자동으로 연결하는 기능이 제거되었다.[148][149][150] 다른 컴퓨터에서 연결이 생성/시작된 경우 임시 무선 연결의 네트워크 프로필을 저장할 수도 없다.
- RAS 클라이언트에서 로그오프한 후에도 연결을 유지하도록 KeepRasConnections 레지스트리 키를 변경하는 것은 Windows Vista에서 지원되지 않는다.[151]
- Direct cable connection 기능은 Windows Vista에서 지원되지 않는다.[152]
- Outlook Express와 달리 Windows Mail은 WebDAV 프로토콜을 통한 HTTP 메일(이전 핫메일 계정 및 Yahoo! Mail에서 사용)을 지원하지 않는다. 그러나 Windows Live Mail은 WebDAV를 지원한다.
- Outlook Express와 달리 Windows Mail은 사용자가 단일 실행 인스턴스 내에서 ID를 전환하거나 여러 ID를 관리하는 것을 허용하지 않는다. 대신 ID는 이제 사용자 계정에 연결되며, 추가 사용자 또는 ID를 생성하려면 새 사용자 계정을 생성해야 한다.[153]
- Simple Mail Transfer Protocol (SMTP) 및 POP3 서버가 윈도우 비스타의 IIS 구성 요소에서 제거되었다.[88][154]
- rexec, rsh, 핑거 및 기타 유닉스 기반 시스템과 통신하는 데 주로 사용되던 일부 명령줄 도구가 기본 설치에서 제거되었다. 유닉스 기반 응용 프로그램용 서브 시스템(SUA) (이전에는 Windows Services for Unix로 알려짐)은 여전히 선택적 구성 요소로 제공한다.
- Windows Live Messenger를 선호하여 Windows Messenger가 제거되었다. Windows Media Center에서도 Windows Messenger 지원이 중단되었다.[63]
- 멀티캐스트 회의를 위한 TAPI 3.1 Rendezvous IP 텔레포니 회의 API를 사용할 수 없다.[155]
- RTC 클라이언트 API 1.3은 Windows Vista에 포함되어 있지 않다.[156]
- 내장 H.323 Voice Over IP (VOIP) 기능 지원이 제거되었다. NetMeeting, H.323 및 IP 멀티캐스트 회의 TSP 및 MSP, HyperTerminal이 모두 더 이상 포함되지 않는다. Windows Meeting Space가 NetMeeting의 대체품이지만, 마이크 지원, 오디오 또는 비디오 회의 설정 기능이 제거되었다.[157]
- 전화 걸기에서 통화 응답, 인터넷 디렉터리 연결, 화상 통화 및 H.323/회의 통화 기능이 제거되었다.
- 1394를 통한 IP (FireWire 네트워킹) 지원이 제거되었다.[158]
- 라우팅 및 원격 액세스의 기본 방화벽/필터링 기능과 정적 IP 필터 API를 사용할 수 없다. 세 가지 계층의 필터링(TCP/IP 포트 필터링, Windows 방화벽 및 IPsec)이 단일 계층인 Windows Filtering Platform으로 대체되었다.
- NetDDE, 즉 동적 데이터 교환 전송을 사용하는 응용 프로그램이 네트워크를 통해 투명하게 데이터를 교환할 수 있도록 하는 기술은 더 이상 지원되지 않는다.[159] NetDDE를 사용했던 Windows Chat (WinChat)도 제거되었다.

레거시 네트워킹 구성 요소
- 고퍼 프로토콜은 더 이상 지원되지 않는다.
- Windows Messenger 서비스와 Alerter 서비스는 더 이상 사용할 수 없다.[160]
- 대역폭 할당 프로토콜과 같은 거의 사용되지 않는 프로토콜과 SLIP에 대한 X.25 지원이 제거되었다. SLIP 연결은 자동으로 PPP를 사용하도록 업그레이드된다.
- SPAP, EAP-MD5-CHAP, MS-CHAP v1 프로토콜은 PPP 기반 연결에서 더 이상 지원되지 않으며, MS-CHAP v2가 선호된다.[161]
- NWLink IPX/SPX/NetBIOS 호환 전송 프로토콜은 더 이상 지원되지 않는다.
- ATM이 제거되었다.
- NetBEUI 프로토콜은 더 이상 지원되지 않는다.
- NT LAN Manager Security Support Provider 서비스는 최신 Kerberos 인증 프로토콜을 선호하여 제거되었다.[88]

## 레거시 기능 및 기타 변경 사항
- 비OLE 개체를 패키징하고 OLE 개체 내에 삽입/연결하는 레거시 도구인 Object Packager는 포함되지 않는다.[162] 그러나 워드패드와 같은 OLE 응용 프로그램에는 여전히 개체를 삽입할 수 있다.
- Program Manager가 완전히 제거되었다. 이전 Windows XP 서비스 팩 2에서는 실행 파일이 실행되지 않고(Windows Explorer의 호환성 스텁 역할만 함), Windows 3.1로 거슬러 올라가는 여러 오래된 아이콘을 포함하고 있었다.
- 웹 게시 마법사는 더 이상 사용할 수 없다.
- 바탕 화면 정리 마법사는 더 이상 사용할 수 없다.
- Windows 클래식 테마 색상(벽돌, 가지, 비 오는 날, 밀, 호박 등)이 제거되었다.
- 윈도우 비스타의 날짜 및 시간 제어판 설정에서 시간대 탭의 그래픽 세계 지도가 제거되었다.
- Windows Vista 서비스 팩 2에서는 서비스 팩을 누적적으로 설치하는 기능이 더 이상 제공되지 않으며, 먼저 서비스 팩 1이 설치되어야 한다.[163][164] 그러나 누적 슬립스트림은 여전히 가능하며 지원된다.[165]
- ACPI에 대한 마더보드 BIOS 지원은 Windows Vista에 필수적이다. 그 결과, APM만 지원하는 구형 마더보드는 작동하지 않는다. 이는 "표준 PC", "MPS 단일 프로세서 PC", "MPS 다중 프로세서 PC"와 같은 HAL에 대한 지원이 중단되었기 때문이다.[166]
- ACPI 2.0 이상이 선호된다. 윈도우 비스타의 AMD의 Cool'n'Quiet 절전 기술과 같은 기술 지원은 ACPI 1.0이 활성화된 마더보드에서는 비활성화된다.
- 지원되지 않는 기타 "레거시" 하드웨어 기술에는 EISA 버스, 게임 포트, MPU-401, AMD K6/2+ 모바일 프로세서, 모바일 Pentium II 및 모바일 Pentium III SpeedStep, COM 포트 기반 UPS가 포함된다. ISAPnP[167]는 기본적으로 비활성화되어 있다.

## 같이 보기
- 윈도우 서버 2008